# 柳野嘉秀
柳野 嘉秀（やなぎの よしひで、1982年 - ）は、日本の弁理士（日本弁理士会所属）。知的財産修士（専門職）。イノベーションマネジメント修士（ポーツマス大学）。
柳野国際特許事務所所長。コンソーシアムDブレーン(CDB)メンバー。日本弁理士会近畿支部知財普及・支援委員会2015副委員長。

## 経歴
同志社大学法学部法律学科卒業。大阪工業大学知的財産専門職大学院知的財産専攻修了、知的財産修士（専門職）。
キーエンス勤務を経て、2006年弁理士試験合格。2011年弁理士登録し、柳野国際特許事務所に入所。
2016年ポーツマス大学大学院MSc Innovation management and Entrepreneurship専攻修了。2021年柳野国際特許事務所所長に就任。大阪工業大学知的財産学部非常勤講師も務める。
主な専門は、知的財産法（特許・商標・著作権含む）、イノベーションマネジメント・ベンチャー企業支援など。
主な所属団体は、日本弁理士会、関西ベンチャー学会、コンソーシアムDブレーン(CDB)など。

## 主な担当セミナー
- 知的財産基礎講座 - 商標編（2021年、公益社団法人発明協会主催）
- YouTuberが最低限抑えておくべき著作権の基礎 ～ アカウントBANをどう回避するか（2020年、株式会社FunMake主催）
- ネット通販するなら押さえておきたいネットビジネスと知的財産権（2019年、りそな総合研究所主催）
- その会社名、使って大丈夫？スタートアップ企業が最低限知っておくべき知的財産法と他社とのトラブルの避け方（2017年、スタートアップカフェ大阪主催）
- ベンチャー企業と知的財産の関係 〜 本当は怖い知財の話-リスク回避の手段から、価値創造の手段へ（2013年、経済産業省後援株式会社プロジェクトニッポン主催DREAM GATE・チャレンジゲート近畿）[4]
- 知ってておきたい侵害警告に対する３つの留意点 ～ ソフトウェア製品に関する特許侵害警告を受けた時の対応シミュレーションについて（2015年、近畿経済産業局主催知財ワークショップ開催事業事務局-株式会社ダン計画研究所後援）[5]